# Atolón Alif Dhaal
El Atolón Alif Dhaal es un atolón de Maldivas ubicado entre las latitudes 3° 55' N y 3° 28' N.